# Jean-Baptiste Bourguignon d'Anville
Jean-Baptiste Bourguignon d'Anville (Paris, 11 de julho de 1697 – Paris, 28 de janeiro de 1782), foi um geógrafo e cartógrafo francês, que melhorou muito os padrões de elaboração de mapas. Seus mapas de geografia antiga, caracterizados pelo trabalho cuidadoso, preciso e baseado em pesquisa original, são especialmente valiosos. Deixou em branco áreas desconhecidas dos continentes e de informações duvidosas; comparado com os suntuosos mapas de seus antecessores, seus mapas pareciam vazios.

## Obra
Sua paixão pela pesquisa geográfica manifestou-se logo nos primeiros anos: na idade de doze anos já se divertia desenhando mapas para autores latinos. Mais tarde, sua amizade com o antiquário, Abbé Longuerue, ajudou muito seus estudos.

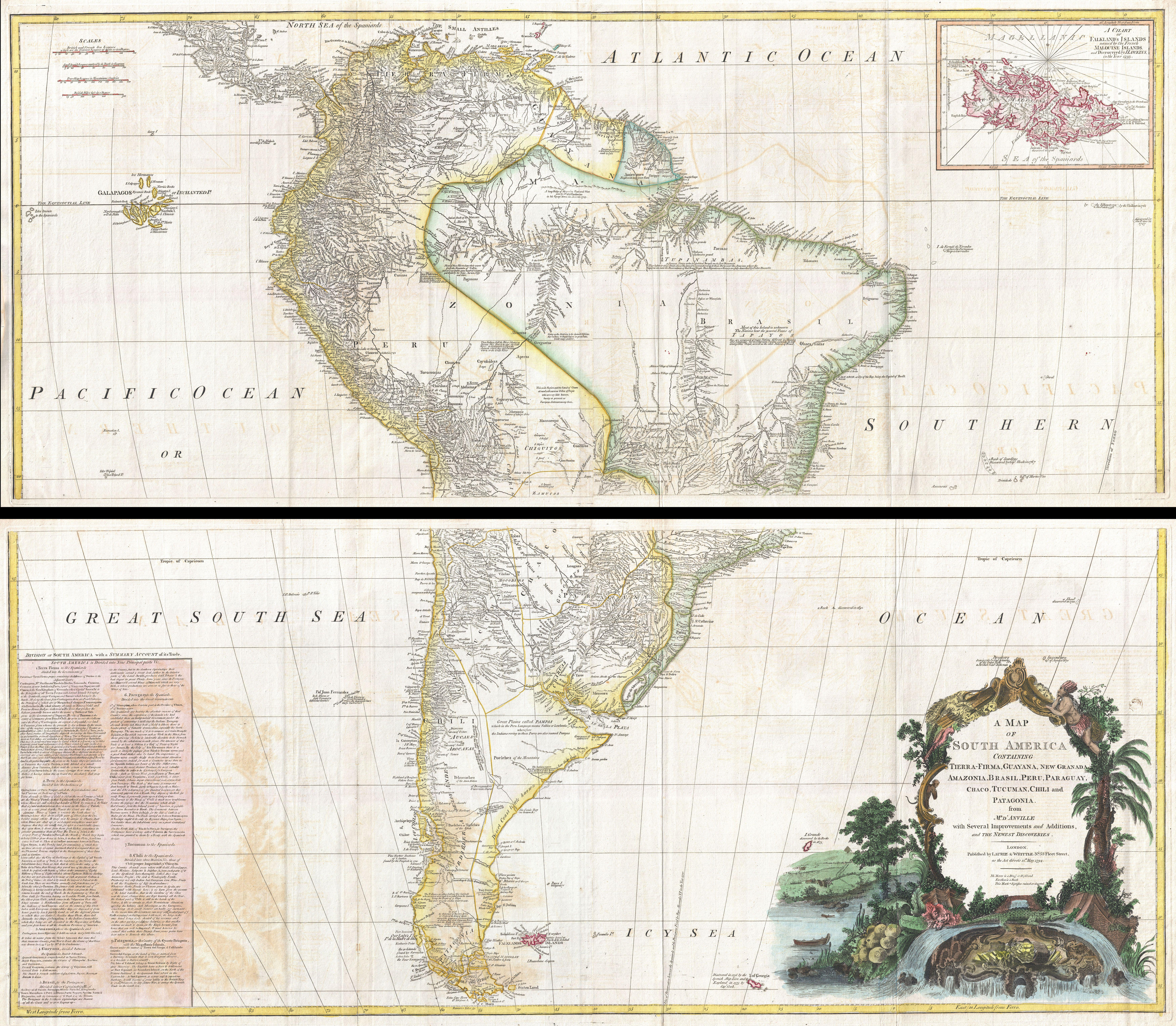
Mapa de d'Anville's da América do Sul com várias melhorias e adições, e as mais recentes descobertas.

Seu primeiro mapa como profissional, aquele da Grécia Antiga, foi publicado quando tinha quinze anos de idade. Aos vinte e dois anos foi nomeado um dos geógrafos do rei, e começou a atrair a atenção das principais autoridades no assunto. Os estudos de d'Anville abrangiam tudo o que se relacionava com a Geografia na literatura mundial, o máximo que ele pudesse reunir: para este fim, não só buscou historiadores antigos e modernos, viajantes e narradores de cada descrição, mas também poetas, oradores e filósofos. Um de seus temas preferidos era o de reformar a Geografia, pondo um fim à cópia cega de mapas mais antigos, verificando as posições comumente aceitas de lugares através de um exame rigoroso de toda a fonte descritiva, e excluindo da cartografia todo nome inadequadamente sustentado. Vastos espaços, que anteriormente haviam sido delimitados com países e cidades, foram, assim, de repente reduzidos a um espaço em branco.
D'Anville foi inicialmente contratado para a tarefa mais modesta de ilustrar mapas para as obras de diferentes viajantes, tais como Marchais, Charlevoix, Labat e Du Halde. Para a história da China escrita por Du Halde, foi contratado para fazer um atlas, que foi publicado separadamente em Haia em 1737. Em 1735 e 1736 produziu dois tratados sobre a representação da terra, mas essas tentativas de resolver problemas geométricos por material literário eram, em grande medida, refutadas pelas medições de Maupertuis de um grau dentro do círculo polar. O método histórico de d'Anville foi mais bem sucedido em seu mapa de 1743 da Itália, que primeiro indicou inúmeros erros no mapeamento do país e foi acompanhado por um valioso livro de memórias (uma novidade nesse tipo de trabalho), mostrando na íntegra as fontes do projeto. Uma pesquisa trigonométrica que o Papa Bento XIV logo depois fez nos estados papais impressionantemente confirmou os resultados do geógrafo francês.

Mapa de d'Anville's da África (Afrique, 1749).

Em seus últimos anos d'Anville se dedicou à geografia antiga e medieval, realizando algo como uma revolução na forma; mapeamento novamente todos os principais países de civilizações pré-cristãs (especialmente o Egito), e com sua Mémoire et abrégé de géographie ancienne et générale e seu États formés en Europe après la chute de l'empire romain en occident (1771) tornou seu trabalho ainda mais útil. Seu último emprego consistiu em organizar sua coleção de mapas, plantas e materiais geográficos. Era o mais extenso da Europa, e foi comprado pelo rei, que, no entanto, permitiu que d'Anville o consultasse sempre que desejasse durante a sua vida. Realizada esta tarefa, d'Anville mergulhou em uma debilidade total tanto mental quanto física, que continuou por dois anos, até sua morte em janeiro de 1782.

## Homenagens
Em 1754, com a idade de 57 anos, d'Anville se tornou membro da Académie des Inscriptions et Belles-Lettres, cujo acervo ele enriqueceu com muitos documentos. Em 1775 recebeu o único lugar na Académie des Sciences, que é atribuído à Geografia; e no mesmo ano, foi nomeado, sem solicitação, primeiro geógrafo do rei.
A cratera Anville na Lua recebe seu nome, bem como a comunidade de Danville, em Vermont.

## Leituras adicionais
- Taton, Juliette (1970). «Anville, Jean-Baptiste Bourguignon D'». Dictionary of Scientific Biography. 1. Nova York: Charles Scribner's Sons. pp. 175–176. ISBN 0-684-10114-9
- Cintra, Jorge Pimentel; Furtado, Júnia Ferreira (dezembro de 2011). «The Carte de l'Amérique méridionale of Bourguignon D'Anville: perspective axis of a compared Amazonian cartography». Revista Brasileira de História (em inglês). pp. 273–316. doi:10.1590/S0102-01882011000200015. Consultado em 11 de setembro de 2023